# Szerémi Zoltán
Szerémi Zoltán; Papp (Budapest, 1955. július 14. –) magyar színész. A szombathelyi Weöres Sándor Színház örökös tagja.

## Pályafutása
1983-ban diplomázott a Színművészeti Főiskolán. Előbb a Vígszínháznál játszott, majd 1986-tól a szolnoki Szigligeti Színház tagja volt. Ezután a Veszprémi Petőfi Sándor Színházban, a Szegedi Nemzeti Színházban, majd a Vidám Színpadon is fellépett, 2008-tól a szombathelyi Weöres Sándor Színház tagja.

## Fontosabb színházi szerepei
- Öngyilkos (Szép Ernő: Május)
- Demetrius (Shakespeare: Szentivánéji álom)
- Szellemfi (Szigligeti Ede: Liliomfi)
- Rudi (Szép Ernő: Vőlegény)
- Miska (Szirmai Albert: Mágnás Miska)
- Bóni (Kálmán Imre: A csárdáskirálynő)
- Zsupán (Kálmán Imre: Marica grófnő)
- Császár Pál (Molnár Ferenc: Üvegcipő)
- Richmond (Shakespeare: III. Richárd)
- Arcadio (Gabriel García Márquez–Schwajda György: Száz év magány)

## Rendezéseiből
- Ivan Kušan: Galócza (Szegedi Nemzeti Színház, 2001)
- Egressy Zoltán: Portugál (Szegedi Nemzeti Színház, 2001; Weöres Sándor Színház, 2013)
- Carlo Goldoni: A legyező (társrendező, Óbudai Társaskör, 2010)

## Színházi zenéi
- Háy János: Rák Jóska, dán királyfi (Weöres Sándor Színház)
- Tasnádi István: Bábelna (Weöres Sándor Színház)
- Varázskendő (Szolnoki Szigligeti Színház)
- Csudavilág (Szolnoki Szigligeti Színház)

## Filmes és televíziós szerepei
- Goldoni: A legyező
- Linda (sorozat)

– A szatír című rész (1982)... Dávid
- Liliomfi (1983)
- Elcserélt szerelem (1984)
- Kisimbisz, pengő húsz - fohász kávéházért (1998)
- Jóban Rosszban (2010–2011)
- Hetvenes (2014)
- Kossuthkifli (2015)
- 200 első randi (2019)
- Legyetek szeretettel (2023)

## Díjai
- A Weöres Sándor Színház örökös tagja (2024)[3]
- Gobbi Hilda-díj (2025)[4]